# Callopsylla waterstoni
Callopsylla waterstoni är en loppart som först beskrevs av Jordan 1925.  Callopsylla waterstoni ingår i släktet Callopsylla och familjen fågelloppor. Inga underarter finns listade i Catalogue of Life.